# Bức tường Češov

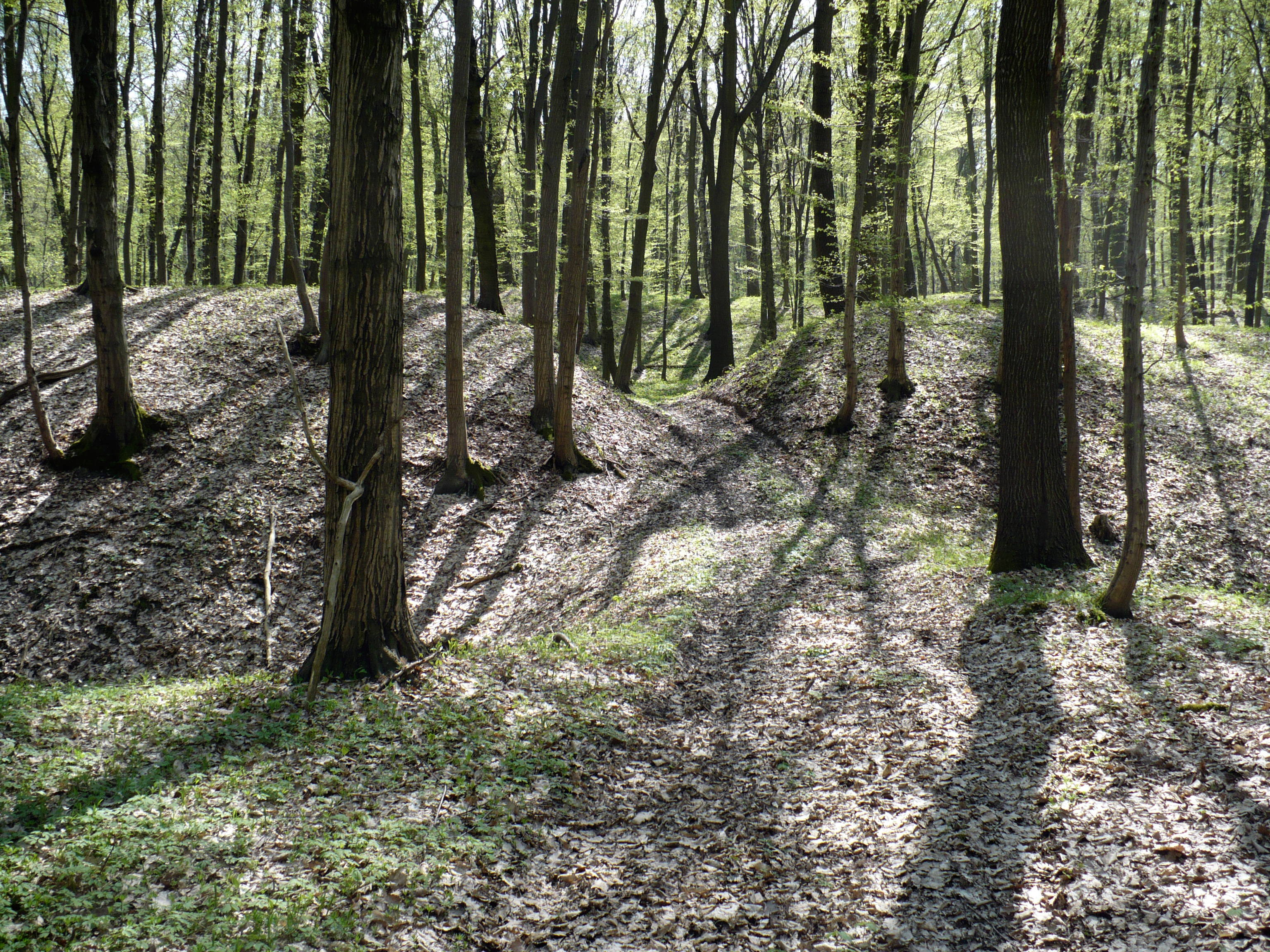
Bức tường Češov

Bức tường Češov là một di sản văn hóa gần làng Češov ở quận Jičín, cách thủ đô Praha khoảng 90 km về phía đông bắc. Đây là địa điểm lớn nhất của loại hình này ở Cộng hòa Séc. Có lẽ là một oppidum của người Celt được xây dựng vào thế kỷ 1 trước Công nguyên, nó có diện tích 35 ha. Bức tường cao tối đa 12 mét và rộng 55 mét. Người ta ước tính rằng vật liệu được sử dụng để xây dựng bức tường có thể lấp đầy 15.000 toa tàu.

## Lịch sử của bức tường
Các nhà sử học đã tranh cãi về nguồn gốc của bức tường trong nhiều thập kỷ. Ngày nay, giả thuyết phổ biến nhất là bức tường bảo vệ một oppidum của người Celt. Nó được xây dựng vào thời kỳ đồ sắt, vào thế kỷ thứ nhất trước Công nguyên. Rất nhiều đồ gốm thời kỳ đồ sắt đã được tìm thấy ở địa phương. Vào thế kỷ thứ 6 sau Công nguyên, bức tường đã được sử dụng bởi người Slav. Vào thời Cách mạng Hussite, Tướng Jan Žižka đã sử dụng bức tường như một pháo đài, cũng như người Thụy Điển, những người đã xây dựng một phần mới hơn của bức tường trong Chiến tranh Ba mươi năm. Trong Chiến tranh Áo-Phổ, bức tường từng là nơi ẩn náu cho dân thường địa phương.